# Гафуров (посёлок)
Гафу́ров (тадж. Ғафуров) — посёлок городского типа в Согдийской области Таджикистана. Административный центр Гафуровского района.

## История
Образован как станция из части села Исфисор.
Указом Президиума Верховного Совета Таджикской ССР от 15 марта 1957 года город Советабад Ленинабадской области преобразован в посёлок городского типа с включением его в состав Ленинабадского района.
Указом Президиума Верховного Совета Таджикской ССР от 7 апреля 1965 года посёлок городского типа Советабад Ходжентского района стал городом районного подчинения.
23 января 1978 года город Советабад Ходжентского района был переименован в город Б. Гафуров в честь известного местного уроженца — академика Бободжана Гафурова (наименование района осталось прежним). Накануне 90-летнего юбилея учёного в 1999 году был создан Музей академика Бободжана Гафурова.

## Экономика
В советское время в хлопкосеющем районе был построен хлопкоочистительный завод. Имеются предприятия пищевой промышленности.

## Махаллы
Город состоит из 6 махаллей.
| №  | Махалла          | Численность населения | Численность домохозяйств |
| 1. | Марказ           | 1975                  | 782                      |
| 2. | Истиклол         | 6324                  | 1404                     |
| 3. | Вахдат           | 1444                  | 773                      |
| 4. | Бободжан Гафуров | 2279                  | 707                      |
| 5. | Дружба народов   | 4417                  | 936                      |
| 6. | Гулистон         | 1886                  | 176                      |
|    | Всего            | 18325                 | 4778                     |

## Население
Население по оценке на 1 января 2022 года составляет 19 300 человек.
| 1939 | 2021   | 2022   |
| ---- | ------ | ------ |
| 2644 | 19 500 | 19 300 |

## Галерея

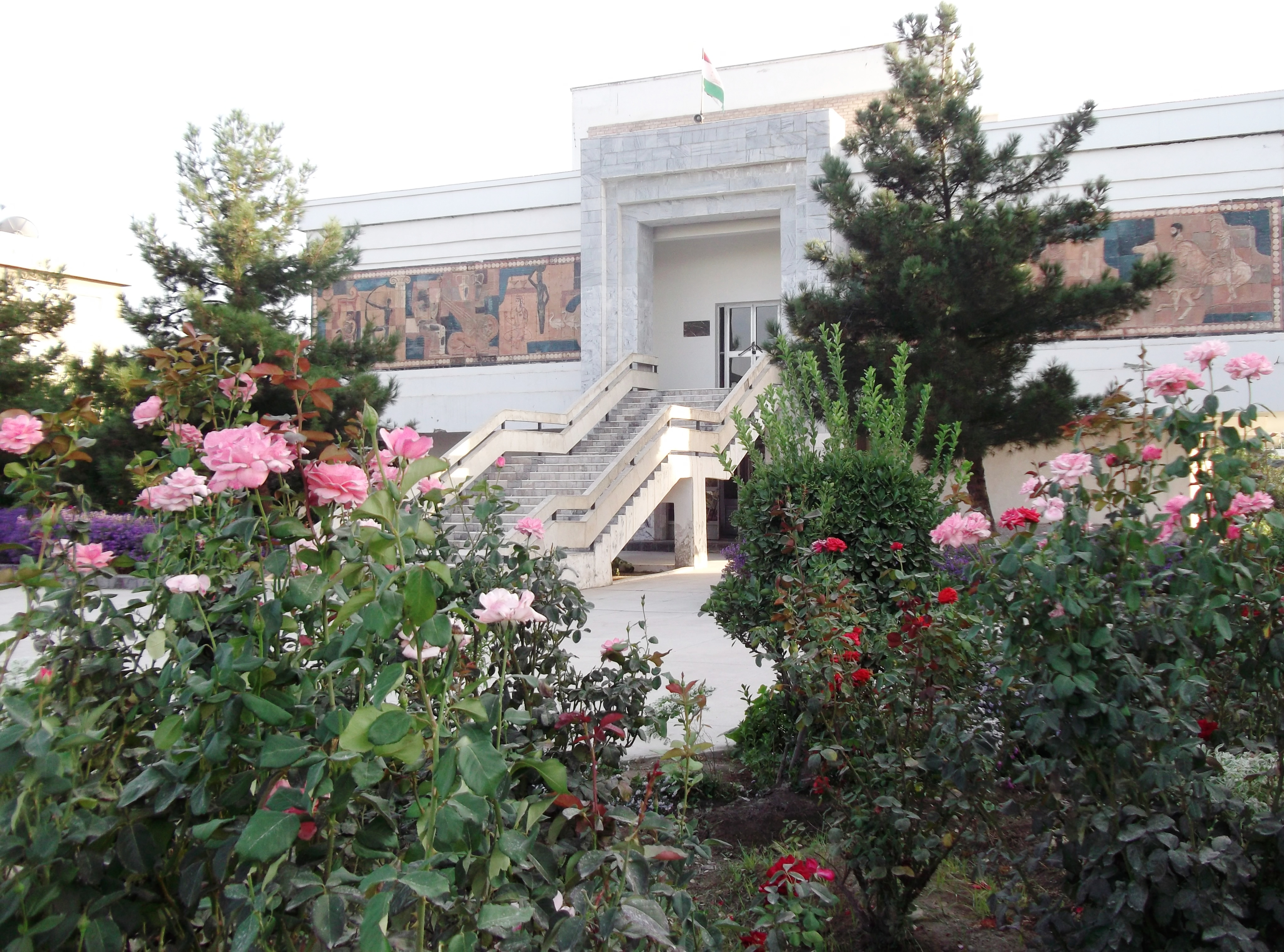
Музей академика Бободжана Гафурова
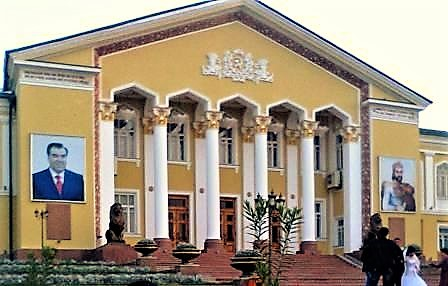
Дворец культуры Арбоб
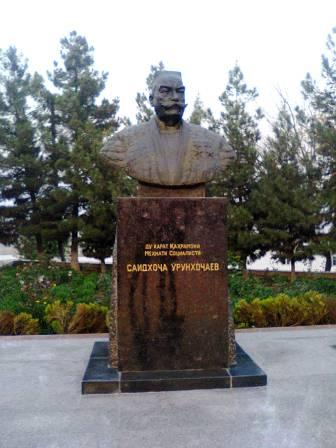
Памятник С. Урунходжаеву